# Teshio-gawa

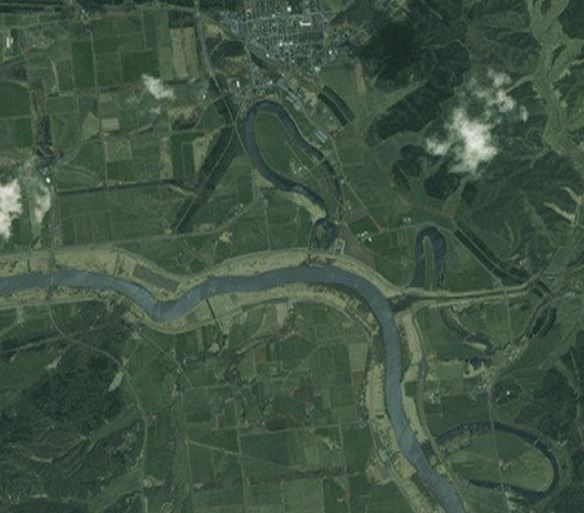
Vue aérienne de bras morts du fleuve Teshio.

Le fleuve Teshio (天塩川, Teshio-gawa) est un cours d'eau de l'île de Hokkaidō au Japon.

## Géographie

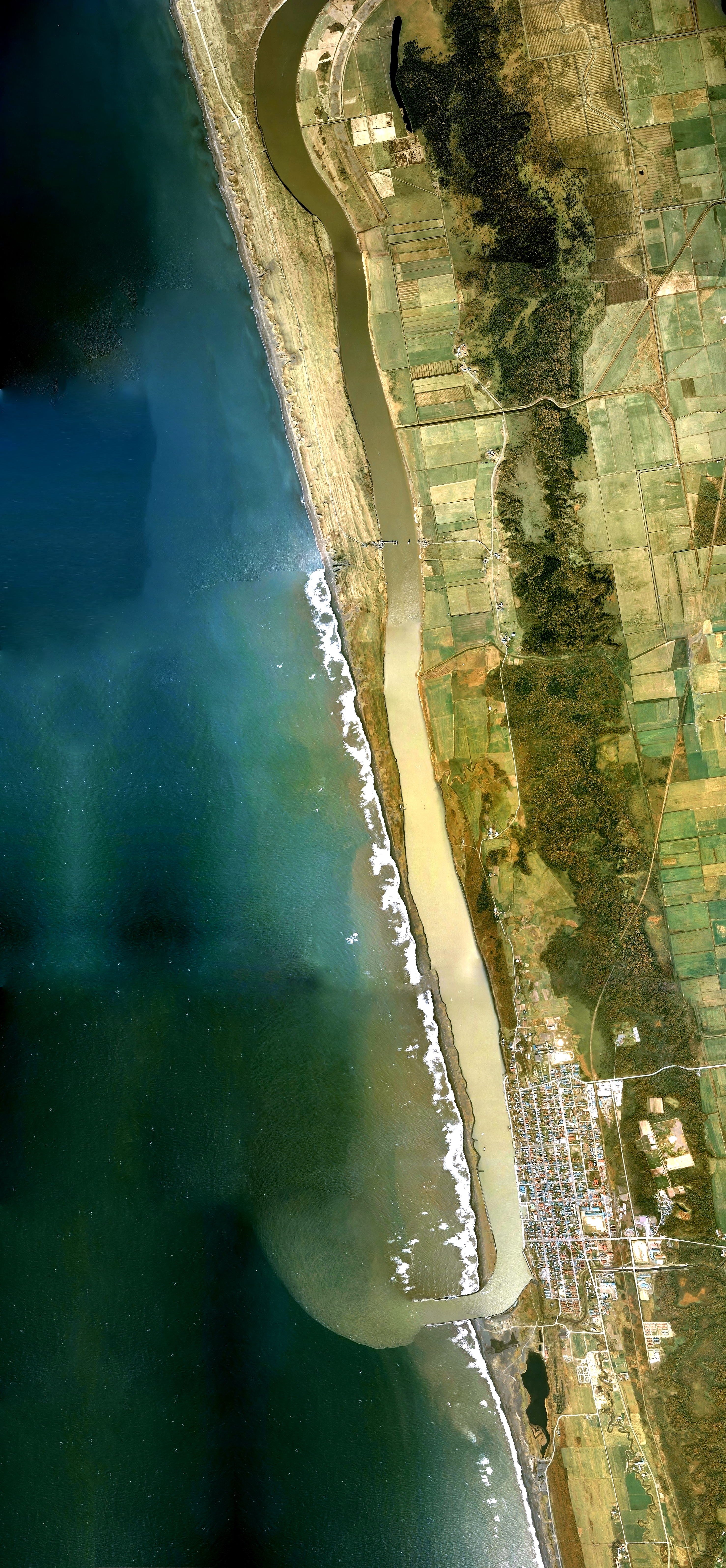
L'estuaire du fleuve Teshio.

Le fleuve Teshio prend sa source au Mont Teshio, situé au sud-est de la ville de Shibetsu sur l'île de Hokkaidō.
Le cours du fleuve se déploie sur 256 km, dans un bassin versant de 5 590 km2, d'abord vers le nord ouest, dans une étroite vallée au pied du mont Teshio, jusqu'au lac artificiel d'Iwaonai créé lors de la construction du barrage du même nom dans l'est de Shibetsu. Le fleuve quitte Shibetsu au nord de la ville est entre dans Nayoro qu'il traverse du sud au nord. Puis il poursuit son cours nord-ouest, dans une étroite vallée entre les monts Kitami à l'est et les monts Teshio à l'ouest, le long de la ligne principale Sōya, ligne de chemin de fer gérée par la société JR Hokkaido et reliant Asahikawa à Wakkanai.
En fin de parcours, le fleuve suit la limite des deux bourgs de Teshio et Horonobe dans la vallée de Teshio. Son cours s'infléchit brutalement plein ouest à environ 22 km de son embouchure puis plein sud, le long du littoral de la mer du Japon, 9 km avant de se jeter dans celle-ci.
Le fleuve Teshio, dont le cours est, par endroits, très sinueux, possède de nombreux bras morts.

## Hydronymie
À la fin des années 1850, l'explorateur japonais Matsuura Takeshiro, venu dans la région pour établir des cartes topographiques, donne au cours d'eau, qu'il découvre alors, le nom de Teshio-gawa en s'inspirant d'une expression d'origine aïnou, peuple autochtone de l'île d'Hokkaidō, et signifiant « grande rivière ». Dans ses notes de voyage, il fournira une description étonnamment précise du cours d'eau, de la faune et la flore de ses rives.

## Histoire
Jusqu'à la fin de l'ère Edo, le fleuve Teshio n'est connu que du pleuple aïnu qui y puise des ressources vivrières, notamment par la pratique de la pêche.
Pendant la période Bakumatsu (1853–1868), l'explorateur Matsuura Takeshirō est chargé par l'administration shogunale d'aller étudier la géographie de la région d'Ezo. En juin 1857, il explore pendant près d'un mois le cours du fleuve et ses abords.

## Catastrophes naturelles
Depuis des temps immémoriaux, la pluie, tombant en trombes d'eau, dans l'intérieur des terres en été, et la fonte des neiges hivernales au printemps, ont provoqué le débordement du fleuve Teshio qui présente de nombreux méandres. La répétition de ces catastrophes naturelles a contraint les habitants de cette région du Japon à construire des digues et des barrages pour contrôler les crues tout le long du cours d'eau.
Les inondations le long du fleuve Teshio sont aussi dues à son dégel au printemps. En effet, le cours d'eau est gelé une centaine de jours par an entre décembre et début avril.

### Inondations de 1911
En août 1911, le passage d'un typhon en mer du Japon provoque le débordement du fleuve Teshio en aval de son cours. Près de 2 000 habitations sont inondées et plus de 5 000 ha de terres agricoles sont dévastés.

### Inondations de 1932
Mi-août 1932, un front météorologique engendre de fortes précipitations qui provoquent le débordement du fleuve Teshio. Dans son bassin, 1 452 habitations sont endommagées et 4 650 ha de terres agricoles sont dévastés.
Fin août, début septembre de la même année, un front froid donne naissance à des pluies torrentielles qui font sortir le fleuve Teshio de son lit. Les inondations subséquentes ont causé des dégâts importants ; près de 5 400 ha de terres cultivées sont inondés et 383 habitations endommagées.

### Inondations de 1955
Début juillet 1955, une dépression météorologique se propage dans la plaine de Teshio entraînant la formation de précipitations qui font déborder le fleuve Teshio. Les inondations subséquentes causent la mort de six personnes, détruisent 43 maisons et endommagent 37 000 autres. Près de 3 000 ha de terres cultivées sont dévastés sur une surface totale inondée de 5 900 ha.

## Écosystème
Le bassin du fleuve constitue un vaste écosystème dans lequel vivent, principalement dans la plaine de Sarobetsu à Horonobe, des mammifères comme l'ours brun, le renard roux, le cerf Sika d'Hokkaidō, la zibeline et une sous-espèce rare de musaraigne naine spécifique d'Hokkaidō.
Dans l'eau du fleuve prospèrent des amphibiens et des mollusques dulcicoles. Et ses berges sont peuplées de nombreux insectes comme des criquets, des grillons, des tourniquets, et de différentes espèces de libellules et de papillons.
Tout le long du cours d'eau, vivent diverses espèces de tribolodons, des ombles du Pacifique, des huchons japonais, un poisson menacé d'extinction, et son embouchure abrite des flets étoilés et des wakasagis. Et les saumons du Japon sont une ressource alimentaire pour le martin-pêcheur commun et le grand aigle de mer classé monument naturel.
Des oiseaux, comme le héron cendré, le pic épeiche, le bruant auréole, le canard mandarin et le harle bièvre, la rousserolle de Schrenck et la grue du Japon, espèce en voie de disparition, peuvent être observés.
La végétation est aussi abondante : différentes espèces d'hémérocalles, de saules, de frênes, des sapins de Sakhaline, des épicéas du Japon, de nombreuses espèces de plantes aquatiques, comme le cresson d’eau, des rosiers du Japon, une variété asiatique d'hosta appelée hosta de Siebold et une variété rare de gentiane sont répertoriés.

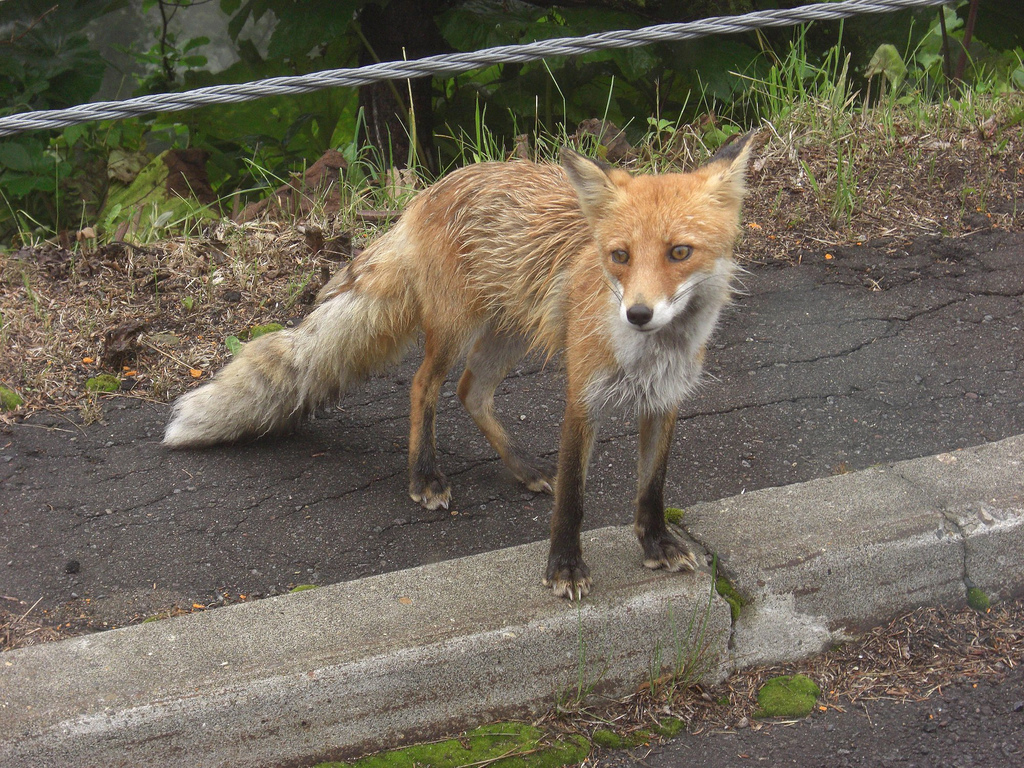
Le renard roux : Vulpes v. schrencki.
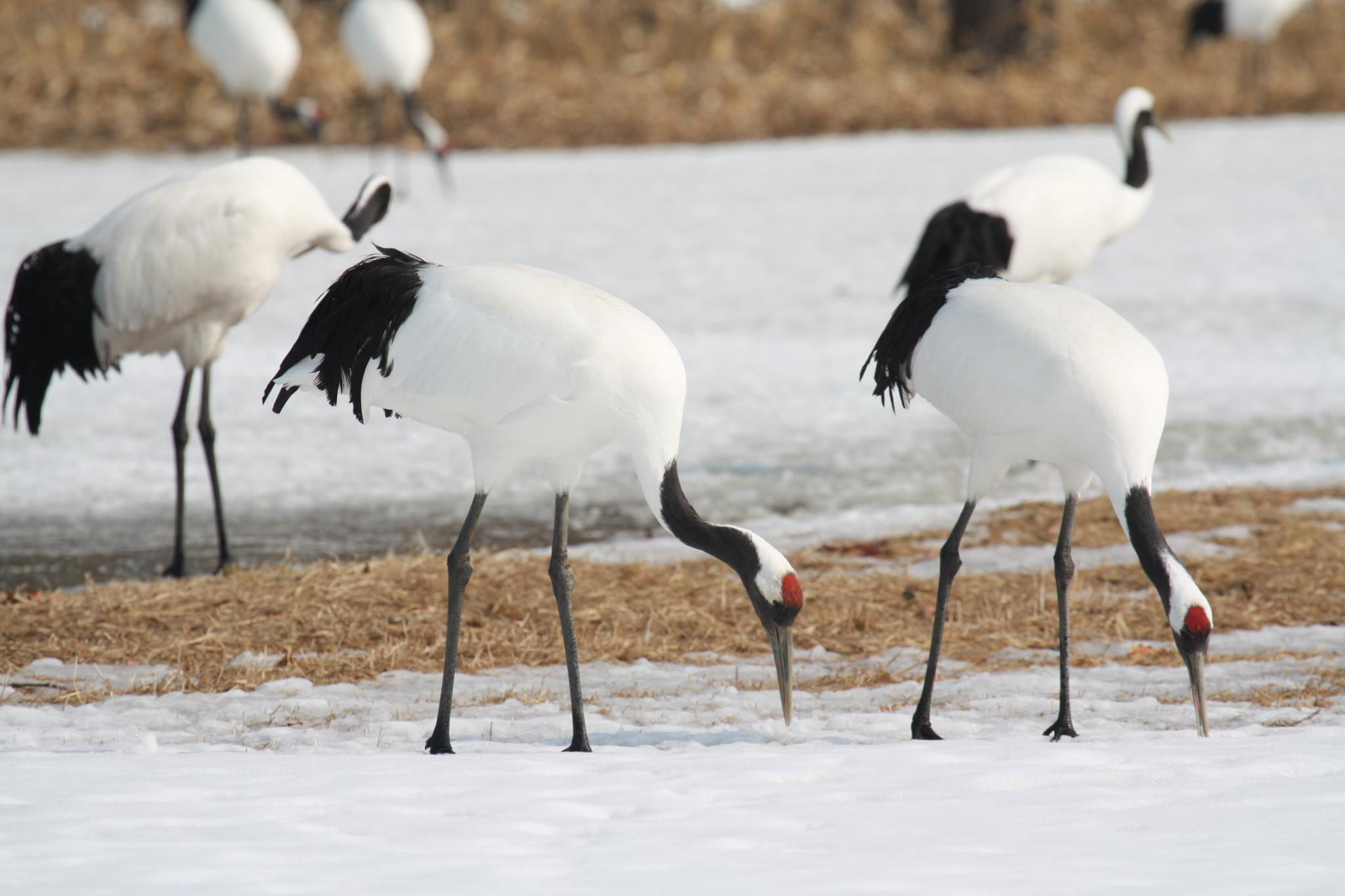
Grues du Japon.
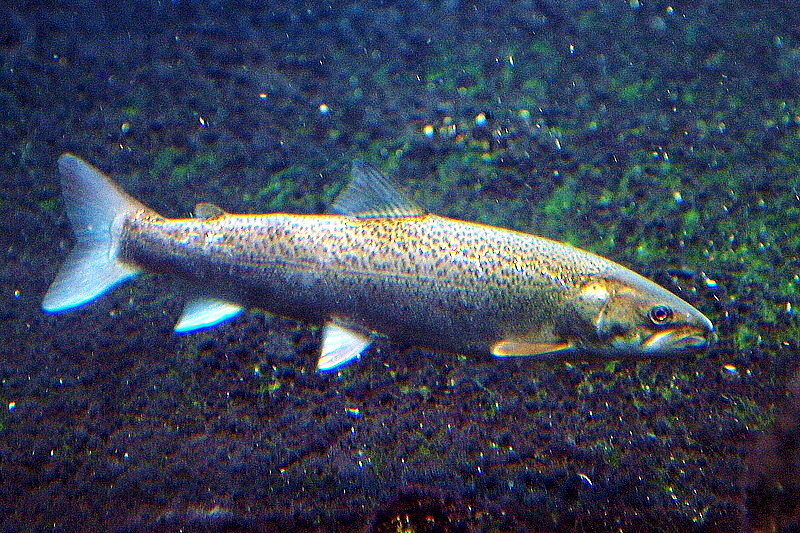
Le huchon japonais.

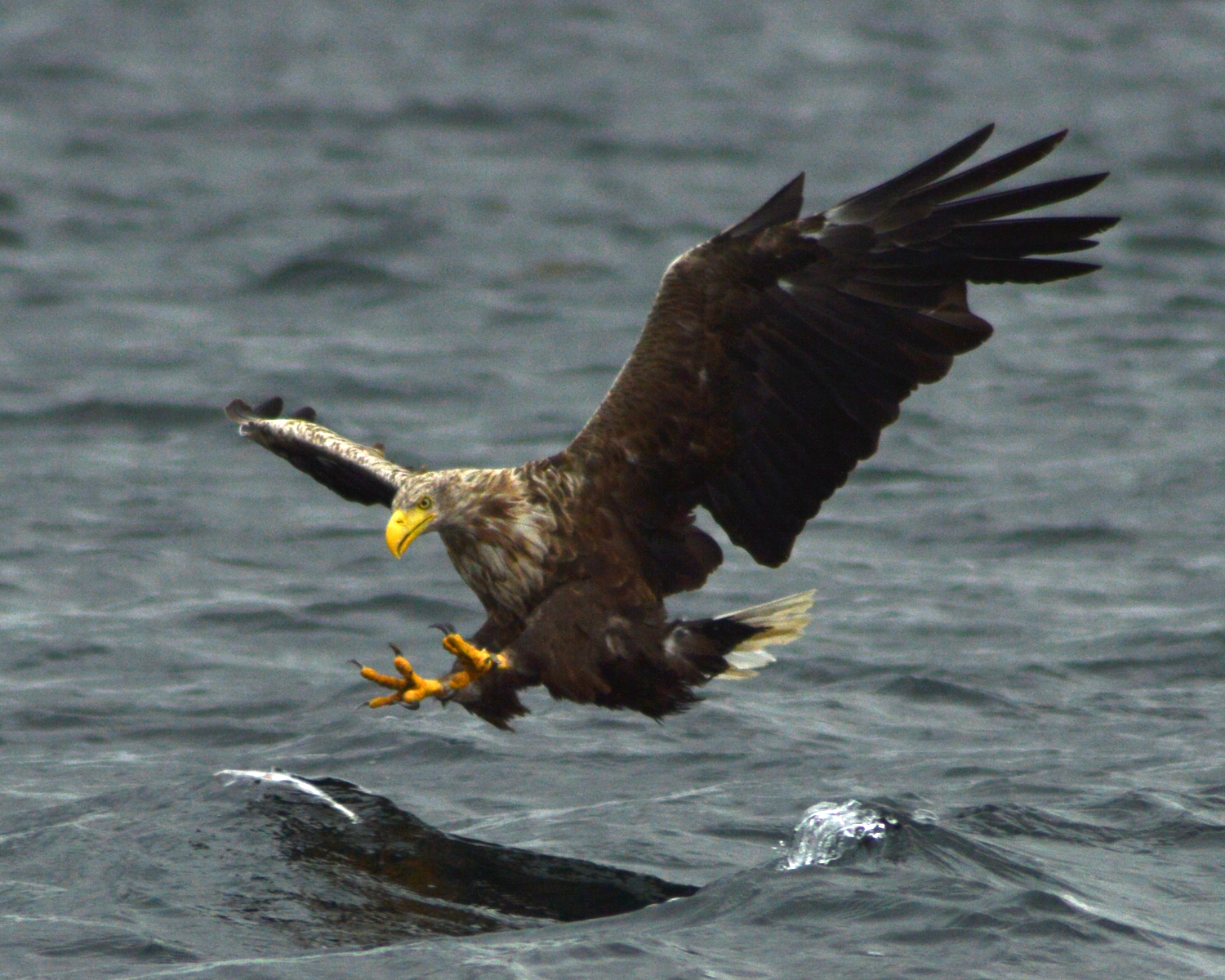
Le grand aigle de mer.
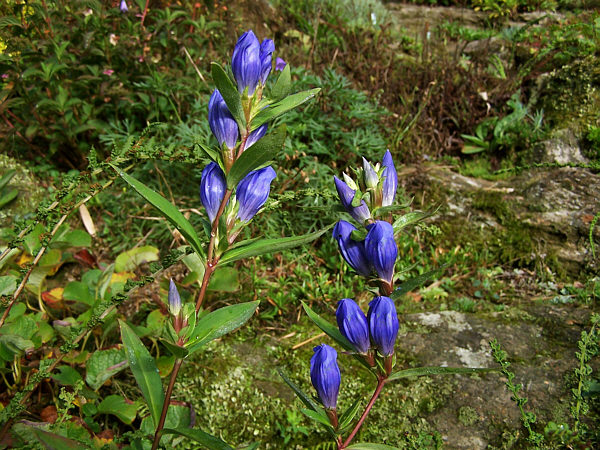
Gentiana triflora var. japonica.